# ハブリダクション

ノーマルアクスルとポータルアクスルの比較

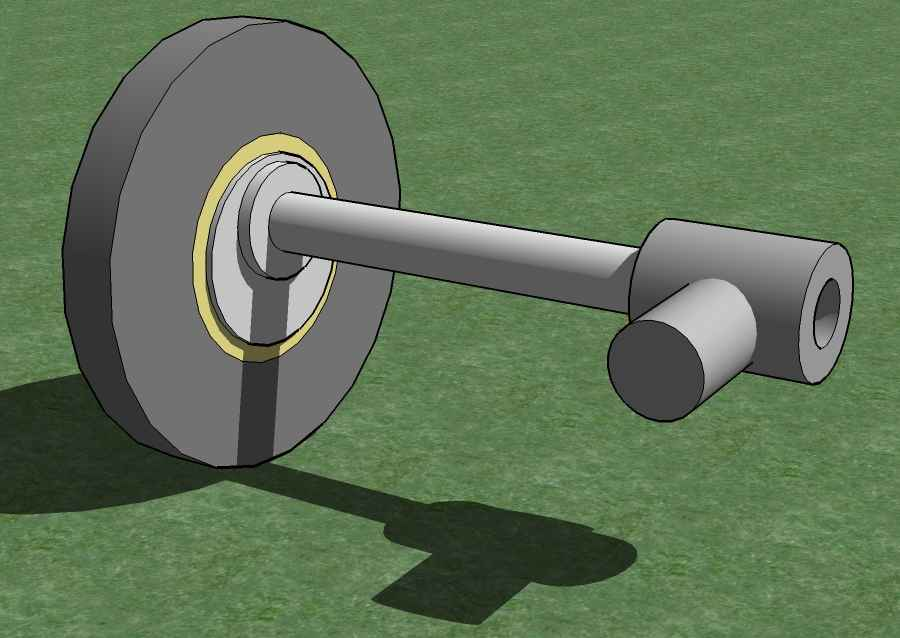
ポータルアクスル構造のスケッチ

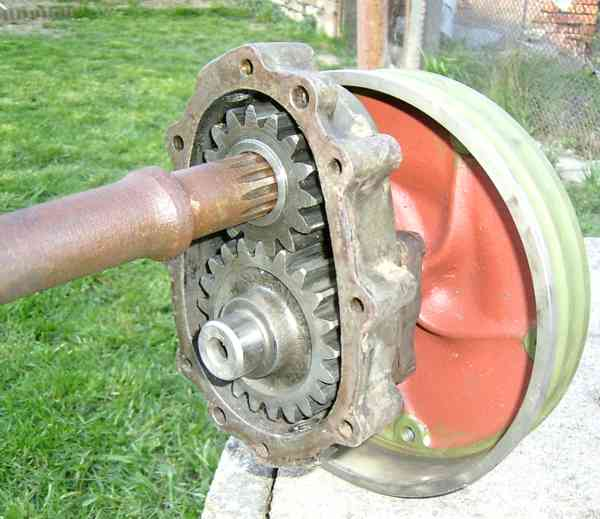
キューベルワーゲンのハブリダクション内ギア構造

ハブリダクション (Hub reduction) もしくはリダクションハブ (Reduction hub) とは、主に自動車のドライブトレインに用いられる減速方式の一つである。通常のレイアウトに比べ、ホイールハブ中心の上方に車軸（アクスルチューブ）とデフケースを配置することが可能で、より高い最低地上高を獲得することを可能にする工学技術である。固定車軸にハブリダクションシステムを組み込んだものをポータルアクスル（Portal axle = 門型アクスル）と呼び、ハブリダクション（リダクションハブ）は、本来ポータルアクスルに用いられる減速ギアを内蔵したホイールハブのみを指していたのだが、日本ではこの構造自体をハブリダクションと呼ぶ事が多い。

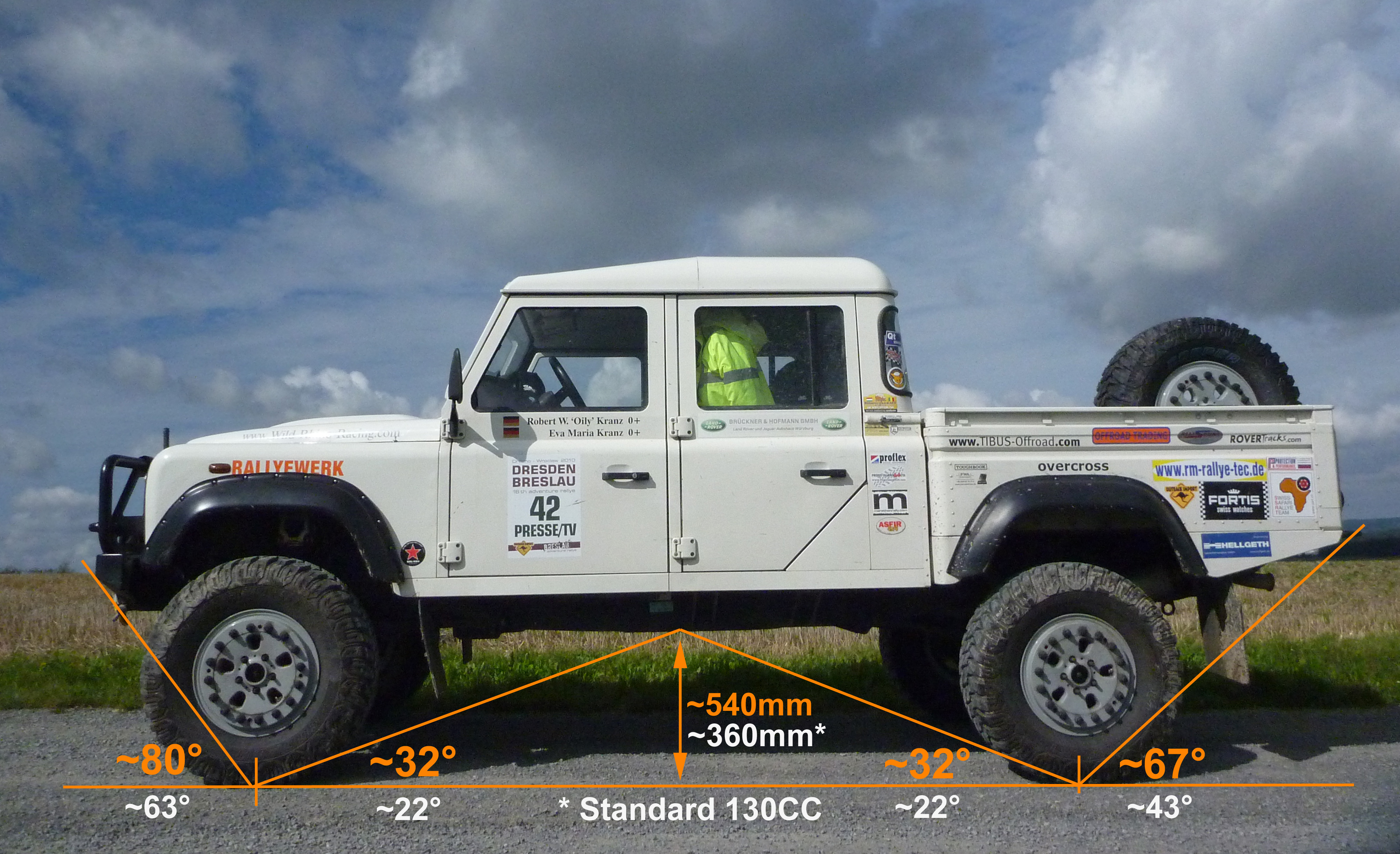
ボルトオンポータルを装着したランドローバー・ディフェンダー

またボルトオンポータル（英語: Bolt-on Portals）あるいはドロップボックス（英語: drop boxes）と呼ばれる、後付型のハブリダクションも一部車種で採用されている。これは既存車種の車軸のホイール側の端に取り付けることができるギア・ハウジングで、既存車両の動力伝達装置を変更することなくポータルアクスル化できる（Volvo C303、ウニモグ404）。

## 解説
ハブリダクションを採用すると、ハブ自体に減速機構を持たせることも可能となり、同じ最終減速比でもデファレンシャルギアの減速比や許容トルク容量を小さく抑え、デフケースをより小型化でき、さらに多くの最低地上高を稼ぐことが可能ともなる。逆に、より大型のデファレンシャルギアを用意することで、より強力な駆動力を持たせることも可能となる。また、ホイールインモーターを備える電気自動車でもホイール内に遊星歯車による減速機を内蔵する例がある。他に、一部の重機でも遊星歯車による類似の機構を備える例がある。
欠点としては下記のような点が挙げられる。
- ドライブトレインの構造が複雑化し、重量が増大するため、ノーマルアクスルより強固なホーシング（アクスルハウジング）とサスペンションが必要となる。
- 悪路向けの低い減速比でハブリダクションを構成すると、高速走行時にハブリダクションが過熱し、故障しやすくなる[3]。
- ハブが巨大化してブレーキ機構の内蔵が困難となるため、インボード式ディスクブレーキを採用する必要に迫られる場合もある。
- 騒音源となる。
- ばね下重量が増えるので路面追従性が下がる。

結果的に高価なシステムとなるため、市販車両に採用される例は極めて少ない。
ハブリダクションが採用されている車種は以下の通りである。その性質上、軍用車両（とその民生バージョン）が圧倒的に多い。
- フォルクスワーゲン・キューベルワーゲン
- UAZ-469
- メルセデス・ベンツ・ウニモグ[4]

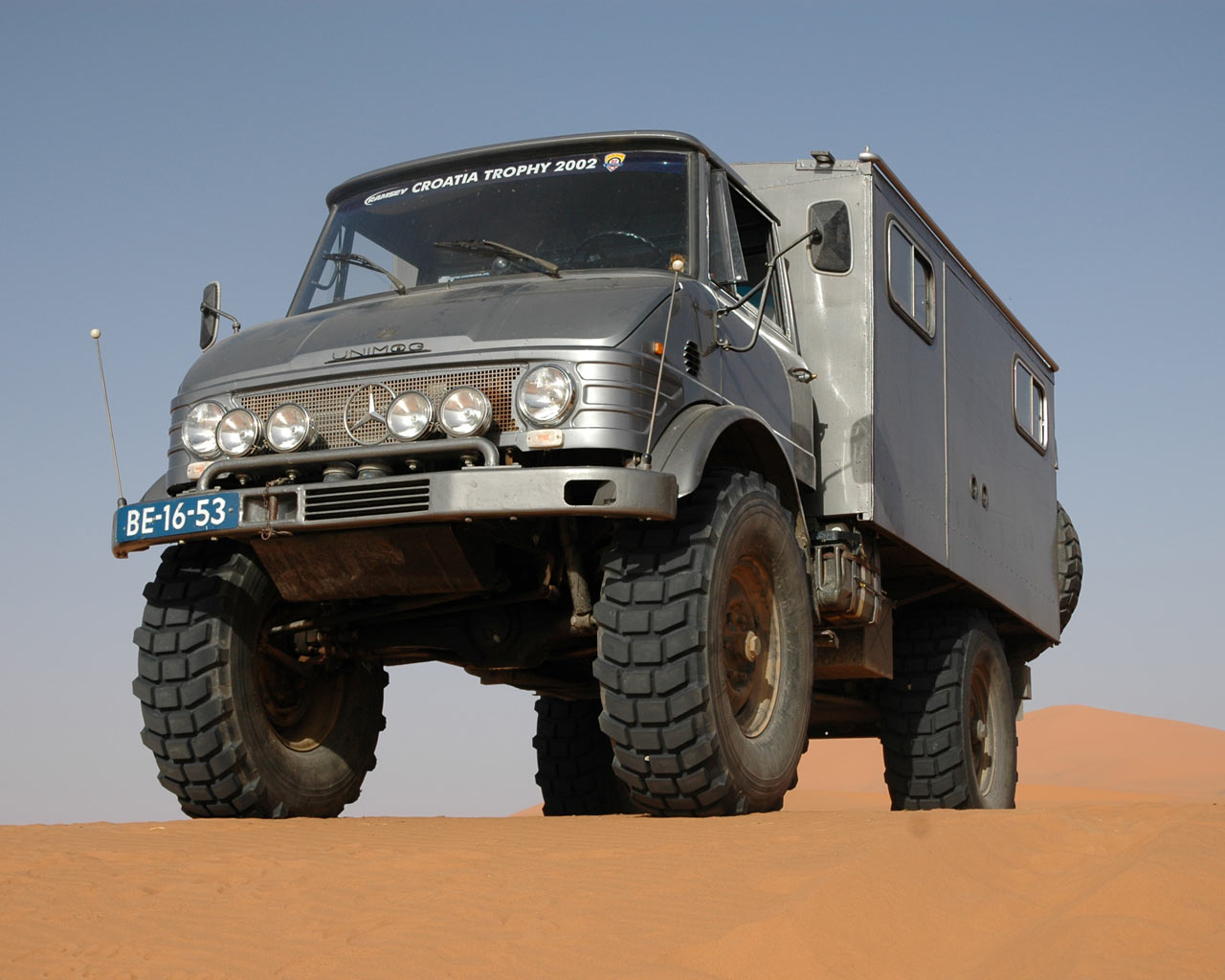
Erg Chebbi砂漠でのメルセデス・ベンツ・ウニモグ

- メルセデス・ベンツ・G63 AMG 6x6 トラック
- メルセデス・マイバッハG650ランドレー
- シュタイア・ダイムラー・プフ・ピンツガウアー（英語版）[5]
- Steyr Puch Haflinger（シュタイア・プフ・ハフリンガー）
- Volvo C303
- タトラ・T805 小型トラック
- タトラ・T810 中型トラック
- プラガ・V3S (1952-1989) 3トン6x6トラック
- Agco Spra Coupes
- UTV Gear Lift
- ランドローバー・ディフェンダー 130CC-R(hino)
- AMゼネラル HMMWV(ハンヴィー)[6]
  - AMゼネラル ハマーH1
- International FTTS[7]
- 高機動車
  - トヨタ・メガクルーザー
- 73式中型トラック（新型、トヨタ/日野）
- 73式大型トラック（改良型、いすゞ）
- 日野自動車・レンジャー FX/GX (低床フルタイム4WD＝インバートポータルアクスル)
- ダイハツ MUD MASTER-C（東京モーターショー2007出典車両。軽自動車規格で製作された車両では唯一のハブリダクション採用例）[8]。

また、ハブリダクションは低床路面電車やノンステップバスにも使用されている。これらの場合はオフロード向けとは異なり、床高さを低くすることでのバリアフリー化が目的であり、ホイールハブ中心の下方にドライブシャフトを置く形で設計される。これらはインバートポータルアクスル（Inverted Portal Axle = 逆門型アクスル）とも呼ばれる。